# 싱가포르 식민지
싱가포르 식민지(Colony of Singapore)는 1946년부터 1958년까지 싱가포르에 있던 영국의 왕령 식민지(Crown colony)였다. 이 동안 크리스마스섬, 코코스 (킬링) 제도, 라부안도 싱가포르 식민정부에서 행정을 맡았다.
싱가포르는 1824년 이래 대영제국의 식민지가 되어 1826년부터 해협 식민지의 일부로서 통치되었으나 1945년 일본의 싱가포르 점령이 끝난 직후 해협 식민지를 해체하면서 싱가포르 식민지가 수립되었다. 영국 정부의 권한은 싱가포르 총독이 대리하였다. 1955년 부분적인 자치권이 부여된 뒤 1959년 싱가포르국(State of Singapore)이라는 이름으로 완전한 자치권이 부여되었다. 이후 싱가포르는 1963년 9월 16일 영국에서 독립한 말라야 연방, 사라왁, 북보르네오와 함께 말레이시아를 수립하여 독립했으나, 정치, 경제, 인종 문제로 갈등이 심화되어 1965년 8월 9일 독자적인 주권 국가로 독립했다.

## 같이 보기
- 싱가포르의 역사
- 해협 식민지